# The Fat and the Furriest
The Fat and the Furriest (em português: O Homem que é Fera) é o quinto episódio da décima quinta temporada de The Simpsons. A sua primeira exibição nos Estados Unidos foi no dia 30 de novembro de 2003. Nele, Homer começa a ter medo de ursos.

## Enredo
Ao dar um quite de comida de circo para Marge, Homer faz um doce enorme e se recusa a jogar fora. Marge o convence e Homer vai para o depósito de lixo, onde se depara com um urso, que o ataca. Então, Homer é ridicularizado quando as câmeras do Canal 6 o flagram sendo vítima do ataque de um urso no depósito de lixo. Disposto a limpar sua imagem, ele resolve desafiar o bicho.